# Stanisław Szczepański (wicewojewoda)
Stanisław Szczepański (ur. 9 grudnia 1893 lub 1896 w Abramowie, zm. ?) – polski działacz komunistyczny i partyjny, żołnierz Armii Ludowej i Gwardii Ludowej, w latach 40. XX wieku wicewojewoda lubelski.

## Życiorys
Syn Tomasza i Anny. Uczestniczył w rewolucji październikowej, od 1917 do 1918 żołnierz I Rewolucyjnego Warszawskiego Pułku w Moskwie. Później od roku 1920 żołnierz Armii Polskiej. W latach 1922–1938 należał do Komunistycznej Partii Polski.
W okresie II wojny światowej pod pseudonimami „Kord” i „Gubernator” walczył w Gwardii Ludowej i Armii Ludowej, w ramach AL został komendantem jednego z garnizonów na Lubelszczyźnie. Od 1942 członek Polskiej Partii Robotniczej (w tym od 1942 do 1944 sekretarz Komitetu Gminnego PPR w Abramowie), następnie od 1948 Polskiej Zjednoczonej Partii Robotniczej. W 1944 został członkiem konspiracyjnej Wojewódzkiej Radzie Narodowej w Lublinie, pod koniec lipca 1944 objął stanowisko jej wiceprzewodniczącego jej prezydium. Latem 1944 zajmował się organizowaniem władzy komunistycznej w okolicy Abramowa i w Lublinie (m.in. przejmując lubelski magistrat). 30 lub 31 sierpnia 1931 został powołany przez aklamację na stanowisko wicewojewody lubelskiego (zakończył pełnienie funkcji najpóźniej w 1946).

## Odznaczenia
Odznaczony m.in. Srebrnym Medalem „Zasłużonym na Polu Chwały” za zasługi położone w walce z okupantem i udział w pracach konspiracyjnych (1946).